# 金承俊
金 承俊（キム・スンジュン、김승준、きん しょうしゅん、1973年3月23日 - ）は、韓国の囲碁棋士。京畿道軍浦出身、韓国棋院所属、九段。国棋戦挑戦者、三星火災杯世界オープン戦ベスト4など。棋風は「攻撃に特質あり」と言われる。

## 経歴
10歳の時に父から囲碁を学び、12歳の時に韓国棋院研究生となる。1988年入段。1989年東洋証券杯世界選手権戦出場。1994年に2年間の徴兵で陸軍入隊。同年三段時に数少ない出場棋戦の中で、国棋戦挑戦者決定戦で梁宰豪を2-1で破って挑戦者となり、軍人棋士として注目を浴びる。李昌鎬との挑戦手合は初戦に勝つが、1-3で敗退。1995年に帝王戦準優勝。1996年に除隊し、同年LG杯戦ベスト8進出、バッカス杯天元戦ベスト4、40勝18敗、五段。1997年、名人戦リーグ入り、第1回三星火災杯でベスト4進出、45勝17敗で五段以下勝率2位。1998年王位戦リーグ入り。1999年国手戦勝者組決勝進出。2000年七段。2001、02、03年天元戦ベスト4。2003年八段、棋聖戦ベスト4。2005年棋聖戦挑戦者決定戦進出、九段。2007年棋聖戦挑戦者決定戦進出。2011年BCカード杯世界囲碁選手権ベスト16。
2001、02年中国乙級リーグ戦出場、2003年から06年まで甲級リーグに武漢チームで出場。韓国囲碁リーグは2004年から出場。韓国棋士ランキングでは2007年21位。

### 主な棋歴
国際棋戦
- 三星火災杯世界オープン戦 ベスト4 1997年（○趙善津、○王磊、○常昊、×小林覚）、ベスト8 1999年
- LG杯世界棋王戦 ベスト8 1997年（○武宮正樹、○曹大元、×馬暁春）
- 農心辛ラーメン杯世界囲碁最強戦 2002年 0-1（×胡耀宇）

国内棋戦
- 国棋戦 挑戦者 1994年（1-3 李昌鎬）
- 帝王戦 準優勝 1995年（0-3 曺薫鉉）
- 電子ランド杯王中王戦 白虎部準優勝 2006年
- 韓国囲碁リーグ
  - 2004年（新星建設）2-5
  - 2006年（新星建設）5-7
  - 2007年（光州GS Kixx）2-6
  - 2008年（Tブロード）4-6
  - 2009年（仁川Batoo）出場無し

中国棋戦
- 中国囲棋甲級リーグ戦
  - 2003年（湖北武漢人福）
  - 2004年（武漢人福）
  - 2005年（武漢宝安地産）
  - 2006年（武漢華夏学院）

### 受賞等
- 1994年 囲碁文化賞新鋭棋士賞